# Maria Kottmeier
Maria Kottmeier (* 20. Jahrhundert) ist eine ehemalige deutsche Kinderdarstellerin.

## Karriere
Maria Kottmeier spielte als Schwesterchen unter dem Regisseur Walter Oehmichen eine der Hauptrollen in dem Märchenfilm Brüderchen und Schwesterchen (1953) nach dem gleichnamigen Märchen, der am 26. Dezember 1953 Premiere hatte. Ihr Filmpartner in dem 63-minütigen Schwarz-Weiß-Film war Götz Wolf als Brüderchen.

## Filmografie
- 1953: Brüderchen und Schwesterchen (Hauptrolle als Schwesterchen)